# 市川笑也 (2代目)
二代目 市川 笑也（にだいめ いちかわ えみや、1959年〈昭和34年〉4月14日 - ）は、青森県八戸市出身の歌舞伎役者。屋号は澤瀉屋。定紋は一つ澤瀉の丸。本名は泉山 太男（いずみやま たかお）。歌舞伎名跡「市川笑也」の当代。

## 来歴
歌舞伎とは縁のない一般家庭に生まれる。昭和53年 (1978) 3月、八戸工業大学第一高等学校を卒業すると、東京に出て4月に国立劇場歌舞伎俳優養成所に入学（第五期）。2年間の研修を修了後、同年4月国立劇場『絵本合法衢』の中間で本名の泉山太男を名乗って初舞台。翌年三代目市川猿之助の門下となり、二代目市川笑也を襲名。
入門当時は大部屋役者として女形・立役ともに修業したが、昭和61年 (1986) スーパー歌舞伎第一作『ヤマトタケル』のみやず姫に抜擢。門閥外で名題下の役者としては異例の抜擢と注目を集めた。以後スーパー歌舞伎のみならず猿之助歌舞伎の全般にわたってヒロイン役に次々と抜擢される。
透き通った声と清新な所作、そして若き日の坂東玉三郎を彷彿とさせる美貌で人気が上がり、猿之助一座の花形の一人となる。
平成2年 (1990) には猿之助の部屋子となり、平成4年 (1992) には「笑也の会」を初めて開催。平成10年 (1998) 7月歌舞伎座『義経千本桜』「鳥居前」の静御前で名題昇進を果たす。
平成15年 (2003) には郷里青森で開催された第5回冬季アジア大会の開会式の演出を担当している。近年では二枚目や若衆役にも果敢に挑戦しているほか、平成21年 (2009）には大河ドラマ『天地人』で武田勝頼という難しい役どころの武将を演じている。

## 主な海外公演
- 1987年（昭和62年）
  - 訪欧公演（パリ、ロンドン、マドリッド他） 『義経千本桜』の腰元、僧兵
- 1989年（平成元年）
  - アメリカ メトロポリタン・オペラハウス/ケネディー・センター 『義経千本桜』の静御前
- 1993年（平成5年）
  - リスボン 国立ドナマリアII世劇 『連獅子』の胡蝶
  - ベルリン ドイツオーパー 『双面道成寺』の七綾姫
  - デュッセルドルフ ライン・ドイツオーパー 『双面道成寺』の七綾姫
- 1996年（平成8年）
  - タイ/マレーシア タイランド・カルチャー・センター/Putraワールド・トレード・センター 『義経千本桜』の静御前

## 主な外部出演
- 2002年（平成14年）
  - 中日友好芸能フェスティバル 崑劇歌舞伎『遊園驚夢』 - 杜麗娘 役
- 2006年（平成18年）
  - りゅーとぴあ能楽堂シェイクスピアシリーズ『マクベス』 - マクベス夫人 役
- 2006年（平成18年）
  - りゅーとぴあ能楽堂シェイクスピアシリーズ『オセロー』 - デズデモーナ 役
- 2006年（平成18年）
  - 映画出演 7月撮影 11月上映開始 『筆子・その愛 -天使のピアノ-』 - 石井亮一 役
- 2007年（平成19年）
  - 『地獄八景・浮世百景』 - 胴乱の幸助他計8 役
- 2007年（平成19年）
  - りゅーとぴあ能楽堂シェイクスピアシリーズ『マクベス07』 - マクベス夫人
- 2007年（平成19年）
  - 『愛、時をこえて 関ヶ原異聞』 - 細川忠興 役
- 2008年（平成20年）
  - 『極付 森の石松』 - 小せん、おゆう 二役
- 2009年（平成21年）
  - NHK大河ドラマ『天地人』 - 武田勝頼 役

## アニメ
- 1990年（平成2年）
  - 『雲のように風のように』 コリューン 役[3]

## CM
- NEC ワープロ 文豪ミニ
- TOTO システムキッチン「ニューレガセス」